# Гребенщик Мейера
Гребенщи́к Ме́йера, или Тамари́ск Мейера (лат. Tāmarix mēyeri) — кустарник; вид рода Гребенщик (Tamarix) семейства Тамарисковые (Tamaricaceae). Включён в Красную книгу Армении.

## Ареал и среда обитания
Прикаспийский вид. Распространён в Восточном Закавказье, Северном Иране и на западе Средней Азии, в России — в Северном Прикаспии, Калмыкии, Ставропольском крае, Дагестане.
Растёт, как правило, на солонцеватых песках на берегах рек, реже на глинистых засолённых почвах.

## Ботаническое описание
Кустарник высотой от 3 до 4 м. Кора красноватая.
Листья тупые, слегка загнутые, чешуевидные.
Соцветия — боковые (на прошлогодних ветвях), удлинённые (до 10 см) густые кисти. Цветки мелкие, розовые. Цветёт в мае.
Размножается семенами, семена быстро теряют всхожесть. Одревесневшие побеги способны к укоренению.

## Охрана
Включен в Красную Книгу Ростовской области.